# Annie Wallentheim
Agnes Emilia Elisabet (Annie) Wallentheim, född Hansson 2 april 1902 i Kungsholms församling i Stockholm, död 26 april 1990 i Kinna, var en svensk socialdemokratisk riksdagspolitiker. Hon var gift med politikern Adolf Wallentheim.
Wallentheim arbetade först som affärsbiträde innan hon 1928 blev kommunalpolitiker och senare landstingsledamot (från 1939). Hon var ledamot av riksdagens första kammare 1952–1970 i Stockholms läns och Uppsala läns valkrets.
Makarna Wallentheim är begravda på Nacka norra kyrkogård.